# Circuito callejero de Phoenix
El circuito callejero de Phoenix fue un circuito urbano de carreras que se habilitó en la ciudad de Phoenix, estado de Arizona, para la realización del Gran Premio de los Estados Unidos de Fórmula 1 de los años 1989, 1990 y 1991. Durante esos tres años que formó parte del calendario, el evento se desarrolló en el centro de la ciudad junto a la plaza del Centro Cívico de Phoenix, pero al final fue retirado debido principalmente a la baja asistencia de público. Phoenix fue la última ciudad en albergar un evento de Fórmula 1 en los Estados Unidos hasta la introducción de Indianapolis Motor Speedway en el año 2000.
El Gran Premio de los Estados Unidos se celebró en Phoenix por primera vez el 4 de junio de 1989. Ayrton Senna tomó la pole position en su McLaren-Honda pero sufrió una falla electrónica poco después de la mitad de la carrera. El calor abrumador del desierto de Phoenix tuvo un fuerte efecto en los equipos y pilotos, de tal manera que de los 26 autos que arrancaron la carrera, únicamente 6 terminaron. Alain Prost, compañero de Senna, triunfó sobre Riccardo Patrese, y el originario de Phoenix, Eddie Cheever segundo y tercer lugares consecutivamente. El cuarto lugar de Christian Danner marcó los que resultarían sus únicos puntos en F1.
En un intento por vencer al agobiante calor de Arizona, el de los Estados Unidos fue trasladado como evento de apertura de la temporada al año siguiente el 11 de marzo de 1990. Senna se recuperó de su retiro en 1989 para ganar tanto la pole position como el Gran Premio. Jean Alesi terminó segundo, convirtiéndose en un piloto a seguir en las carreras posteriores después de presionar al legendario brasileño en un Tyrrell, un auto que podía considerarse a lo mucho como promedio, lo opuesto de un McLaren.
Irónicamente, el compañero de Alesi, Satoru Nakajima, también marcó un tanto en una de las pocas veces que ambos pilotos de Ken Tyrrell cosecharon puntos luego de su época de esplendor en los 70. El evento fue también histórico en que marcó la primera y única vez que un Minardi llegó a estar en la fila frontal de la parrilla de salida, cuando Pierluigi Martini calificó segundo detrás de Senna.
En 1991 Senna se llevó otra victoria. Una vez más la confiabilidad fue un factor con sólo nueve autos corriendo al final. Por segunda ocasión consecutiva en Phoenix, los dos Tyrrell-Honda alcanzaron puntos. Stefano Modena había reemplazado a Alesi -ahora en Ferrari- y junto con Nakajima consiguieron el cuarto y quinto lugares consecutivamente.
En el lapso en que la ciudad fue sede de la Fórmula 1, las autoridades locales demandaron que la administración de la Fórmula 1 cumpliera su promesa de promover la ciudad a nivel local y mundial, lo cual nunca se realizó a satisfacción de los locales, el poco gusto hacia el circuito entre los pilotos y por su poca seguridad, pues en la vuelta 59, Mika Häkkinen sufrió un grave incendio en su auto, al chocar a 275 km/h en una de las rectas del circuito. Todo esto resultaría como factores para retirar la carrera del calendario. Para la organización en general resultó desastroso, así, el 10 de marzo de 1991 sería el último Gran Premio de los Estados Unidos en Phoenix.
En el año 2007, se había programado que la serie Champ Car organizara una carrera callejera para el cierre de su temporada en un nuevo trazado de poco más de 3 kilómetros en el centro de Phoenix, diferente al que utilizara la Fórmula 1. Sin embargo, en agosto del mismo año y a pocos meses de ser anunciada, el evento fue cancelado por razones financieras y debido al insuficiente apoyo de patrocinadores.

## Ganadores

### Fórmula 1
| Año     | Piloto       | Constructor   | Fecha       | Resultados |
| ------- | ------------ | ------------- | ----------- | ---------- |
| 1989    | Alain Prost  | McLaren-Honda | 4 de junio  | Resultados |
| 1990    | Ayrton Senna | McLaren-Honda | 11 de marzo | Resultados |
| 1991    | Ayrton Senna | McLaren-Honda | 10 de marzo | Resultados |
| Fuente: |              |               |             |            |